# Daniel Segers
Daniel Segers (1 februari 2001) is een Belgische atleet, die gespecialiseerd is in de sprint, het verspringen en de meerkamp.

## Loopbaan
Segers behaalde verschillende Belgische jeugdtitels in de sprintnummers, het verspringen en de meerkamp. Hij nam in 2017 deel aan het Europees Olympisch Jeugdfestival in Györ. Hij won het verspringen en was lid van het Belgische estafetteteam dat de 4 x 100 m won. In 2019 kon hij zich op de tienkamp plaatsen voor de Europese kampioenschappen U20. Hij gaf op na de 100 m.
In 2020 veroverde Segers met een Belgisch juniorenrecord in het verspringen een eerste Belgische titel.
Clubs
Segers was aangesloten bij Eendracht Aalst. Hij stapte eind 2019 over naar Royal Excelsior Sports Club.

## Belgische kampioenschappen
Outdoor
| Onderdeel   | Jaar |
| ----------- | ---- |
| verspringen | 2020 |

Indoor
| Onderdeel | Jaar |
| --------- | ---- |
| 400 m     | 2025 |

## Persoonlijke records
Outdoor
| Onderdeel            | Prestatie | Wind (m/s) | Datum             | Plaats     |
| -------------------- | --------- | ---------- | ----------------- | ---------- |
| 100 m                | 10,81 s   | +0.6       | 15 augustus 2017  | Brugge     |
| 200 m                | 20,95 s   | -0.5       | 18 mei 2024       | Brussel    |
| 400 m                | 44,63 s   |            | 24 juni 2025      | Ostrava    |
| 1500 m               | 4.25,04   |            | 2 juni 2019       | Bernhausen |
| 400 m horden         | 52,65 s   |            | 10 september 2023 | Jambes     |
| hoogspringen         | 1,94 m    |            | 1 juni 2019       | Bernhausen |
| polsstokhoogspringen | 4,31 m    |            | 23 juni 2019      | Lokeren    |
| verspringen          | 7,89 m    | +1,8       | 16 augustus 2020  | Brussel    |
| speerwerpen          | 38,40 m   |            | 2 juni 2019       | Bernhausen |

Indoor
| Onderdeel            | Prestatie | Datum           | Plaats    |
| -------------------- | --------- | --------------- | --------- |
| 60 m                 | 6,99 s    | 13 januari 2018 | Gent      |
| 400 m                | 46,11 s   | 7 maart 2025    | Apeldoorn |
| 1000 m               | 2.37,36   | 4 februari 2018 | Gent      |
| hoogspringen         | 1,97 m    | 4 februari 2018 | Gent      |
| polsstokhoogspringen | 4,10 m    | 3 februari 2018 | Gent      |
| verspringen          | 7,51 m    | 3 februari 2018 | Gent      |

## Palmares

### verspringen
- 2017:  EYOF - 7,41 m
- 2020:  BK AC - 7,89 m

### 400 m
- 2024:  BK indoor AC – 47,53 s
- 2025:  BK indoor AC – 46,67 s
- 2025: DNF ½ fin. EK indoor (46,11 s in serie)
- 2025:  Golden Spike Ostrava - 44,63 s

### 4 x 100 m
- 2017:  EYOF - 41,75 s

### tienkamp
- 2019: DNF EK U20 in Boras